# Shapinsay
Shapinsay gehört zu den Orkneys und liegt nur sechs Kilometer nördlich von Kirkwall, von wo die Insel durch eine regelmäßige Fährverbindung mehrmals täglich in etwa 30 Minuten mit modernen Ro-Ro-Fähren zu erreichen ist. 2011 lebten 307 Personen auf Shapinsay.
Shapinsay hat bei einer Ausdehnung von 7,5 km × 6 km eine Fläche von 29,48 km² und ist mit einer max. Erhebung von 70 Metern recht flach. Die 300 Einwohner leben zu einem großen Teil im kleinen Hafenort Balfour Village und auf den über die Insel verstreuten Farmen.
Das Klima erlaubt neben der Viehzucht auch Ackerbau. Bei einer im 19. Jahrhundert durchgeführten Flurbereinigung entstand ein ausgedehntes und meist geradliniges Netz befestigter Wirtschaftswege.

## Etymologie
Im Gegensatz zu den Namen der meisten größeren Orkney-Inseln ist die Ableitung des Namens „Shapinsay“ nicht offenkundig. Das Suffix 'ay' bezeichnet Altnordisch Insel. Die ersten beiden Silben sind schwierig zu interpretieren. Hamish Haswell Smith schlägt vor, dass die Wurzel aufgrund des Vorhandenseins eines guten Hafens hjalpandis y sein könnte, obwohl es im Archipel reichlich Ankerplätze gibt. Die erste schriftliche Aufzeichnung stammt aus dem Jahr 1375 in einem Verweis auf Scalpandisay, was auf eine Ableitung von „Insel des Richters“ deuten könnte. Ein anderer Vorschlag ist die Insel Hyalpandi, die niemand mit Shapinsay in Verbindung gebracht hat.

## Sehenswürdigkeiten

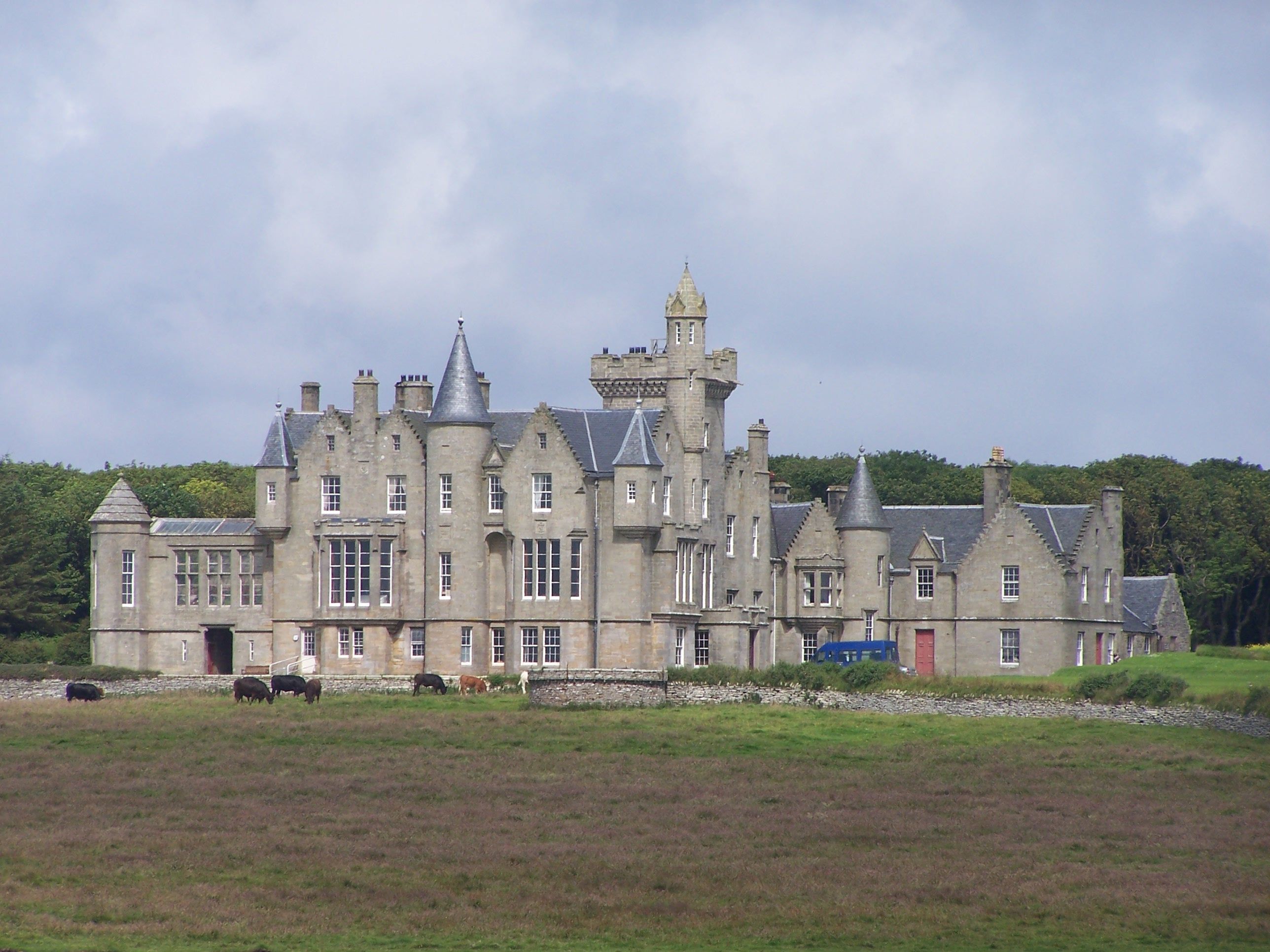
Balfour Castle

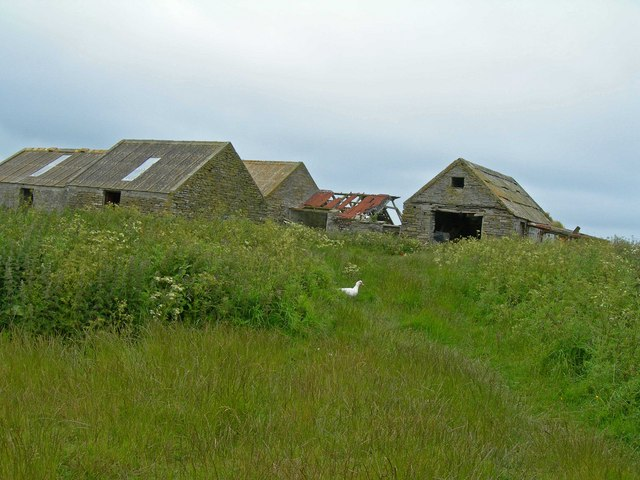
Quholm Farm

In Hafennähe liegt Balfour Castle, das im Stil des Scottish Baronials in der zweiten Hälfte des 19. Jahrhunderts errichtet wurde. Das Herrenhaus liegt an einem Wäldchen, an dessen anderem Ende sich eine großteils im Originalzustand erhaltene eingefriedete Gartenlage befindet. Balfour Castle dient heute als Schlosshotel, kann aber teilweise besichtigt werden. Es gehörte der Familie Balfour, die von 1560 bis 1961 die Lairds der Insel waren.
Zu Balfour Castle gehören neben dem Gate House (ein Torhaus ohne Funktion, rein als gestalterisches Element, heute der Insel-Pub) der Dishan Tower, die einzige kommunale (Salzwasser-)Duschanlage Schottlands (mit einem Taubenschlag im Obergeschoss), die im Zuge der planmäßigen Anlage von Balfour Village entstand. Balfour Village, das im Zuge der Clearances der Balfours entstand, war zu seiner Zeit die technisch fortgeschrittenste Dorfplanung und -entwicklung Schottlands. Jedes der Wohnhäuser für die freigesetzten crofter verfügte über eine zentral geregelte Wasserver- und -entsorgung sowie über einen Gasanschluss für Küchenherd, Heizung und Beleuchtung, versorgt durch ein örtliches Gaswerk. Nicht zuletzt dank dieser sehr fortschrittlichen Versorgungsinfrastruktur kamen die Balfours relativ milde in der Beurteilung durch die Napier’s Commission davon.
Der Mor Stein ist ein 2,9 m hoher Menhir. Am Broch von Burroughston kann man Seehunde beobachten und Castle Bloody ist ein Souterrain, das bis 2007 als Cairn angesehen wurde (siehe Weblink). Die Bedeutung des Odin Stone von Shapinsay ist umstritten. Des Weiteren sind hier Steinkisten und ein ruinierter Stalled cairn anzutreffen. Elwick Mill war eine der größten Wassermühlen auf Orkney. Sie ist heute ein Atelier.

## Weiteres
- Grabhügel von Unyatuak